# Phyllis Dare
Phyllis Dare (15 de agosto de 1890 – 27 de abril de 1975) fue una cantante y actriz inglesa famosa por sus actuaciones en las comedias musicales eduardianas y en otros géneros teatrales musicales de la primera mitad del siglo XX.

## Biografía
Su verdadero nombre era Phyllis Constance Haddie Dones, y nació en Chelsea, Londres, Inglaterra, en 1890. Sus padres eran Arthur Albert Dones, un oficinista divorciado, y Harriette Amelia Wheeler.  Dare era la menor de tres hermanos. Su hermana, Zena, también llegó a ser una conocida actriz de comedias musicales. Tuvieron un hermano llamado Jack.
La primera actuación de Dare en la escena tuvo lugar en 1899, a los nueve años, en la pantomima navideña Babes in the Woods, en el Teatro Coronet de Londres. Su hermana Zena también actuaba en esta producción, y ambas adoptaron el nombre artístico de Dare. Al año siguiente Phyllis fue escogida para el papel de Christina en una producción de la obra Ib and Little Christina, representada en el Teatro Prince of Wales. Finalizó ese año participando en otra pantomima de Navidad llamada Little Red Riding Hood, en Mánchester. En 1901 trabajó en The Wilderness, y Seymour Hicks y Ellaline Terriss la seleccionaron para formar parte del reparto del musical Bluebell in Fairyland. Las siguientes navidades actuó en una adaptación de The Forty Thieves.
Dare se tomó unos años libres a fin de concentrarse en sus estudios. Durante este período, en marzo de 1903, recibió una propuesta de matrimonio de Harry Primrose, sexto Conde de Rosebery. La familia del noble no la aprobó y envió al joven a Escocia.  
En 1905, tras cumplir quince años, Dare tomó el papel de Angela en The Catch of the Season, de Terriss. Dare actuó posteriormente en una pantomima de Cenicienta en Newcastle-upon-Tyne. Dejó la escena bruscamente y viajó a un convento belga para proseguir sus estudios. Circuló el rumor de que su súbito viaje fue debido a un embarazo.  En cualquier caso, volvió a Londres con su padre apresuradamente en 1906 para hacer el papel, sin apenas antelación, de Julia Chaldicott en The Belle of Mayfair, pues Edna May abandonó el reparto en el Teatro Vaudeville. Con 16 años de edad, el papel la confirmó como una de las grandes actrices de Londres.
En 1907 Dare publicó su autobiografía From School to Stage. El mismo año, hizo de Sandow Girl en una gira provincial con la pieza The Dairymaids, y otra vez protagonizó la pantomima Cenicienta. En 1908 Dare volvió a la obra The Dairymaids, en el Teatro Adelphi, por un período de dos meses.
En 1909 Dare representó e Eileen Cavanagh en el éxito musical The Arcadians, en el Teatro Original Shaftesbury. Fue un musical de larga permanencia, llegando a las 809 representaciones, y Dare actuó durante todo ese tiempo. Además marcó el inicio de la asociación de Dare con el productor George Edwardes, convirtiéndose en la estrella de varias de sus producciones en los siguientes tres años, incluyendo The Girl in the Train (Teatro Vaudeville), Peggy (Teatro Gaiety de Londres), The Quaker Girl(París, 1911) y The Sunshine Girl (Teatro Gaiety). Dejó de actuar en The Sunshine Girl en 1913 para unirse al reparto de The Dancing Mistress, como Nancy Joyce, en el Teatro Adelphi.
Dare inició una relación profesional con el compositor Paul Rubens, que había escrito la música de The Sunshine Girl y The Dairymaids. Él compondría la música para los siguientes musicales de Dare, incluyendo The Girl from Utah en el Teatro Adelphi, Miss Hook of Holland en el Prince of Wales y Tina en el Adelphi. Él también dedicó a la actriz su canción más famosa, "I Love the Moon" to her.  Durante la representación de Tina, Dare se unió sentimentalmente a Rubens. Sin embargo, su relación finalizó cuando Rubens enfermó de gravedad, falleciendo en 1917, a los 40 años.
Dare actuó con poca frecuencia en el teatro en los siguientes años, interviniendo en Hanky-Panky en el Teatro Empire en 1917. Volvió a la escena en 1919 como Lucienne Touquet en la obra Kissing Time, representada en el Winter Garden, y después fue la Princesa Badr-al-budur en Aladdin en 1920, en el Hippodrome de Londres. Siguió actuando en obras de éxito durante la década de 1920, incluyendo The Lady of the Rose (Teatro Daly, 1922), The Street Singer (Teatro Lyric, con gira en 1924), y Lido Lady (Teatro Gaiety, 1926). En esta última obra se presentó la canción "Atlantic Blues."  después hizo otro tipo de obras, tales como Aren't We All (1929) Words and Music (1932), y The Fugitives (1936).  
Dare también actuó en unas pocas películas: The Argentine Tango and Other Dances (1913),  Dr. Wake's Patient (1916) y The Common Law (1923), Crime on the Hill (1933), Debt of Honor (1936), Marigold (1938) y Gildersleeve on Broadway (1943).
En 1940, por primera vez en cuatro décadas, Zena y Phyliss Dare compartieron obra en una gira con Full House. En 1941-42 fue Juliet Maddock en Other People's Houses, y en 1946 interpretó a la marquesa de Mereston en Lady Frederick (Teatro Savoy). En 1949, Dare trabajó en el musical de Ivor Novello King's Rhapsody, otra vez junto a su hermana. El show se mantuvo dos años y fue la última actuación teatral de Dare.  
Dare se retiró para vivir en Brighton, Inglaterra, a los 61 años de edad. Falleció allí en 1975, a los 84 años.